# Fu Ši
Fu Ši ali Fuši (kitajsko 伏羲 ~ 伏犧 ~ 伏戲) je kulturni junak v kitajski mitologiji. Fu Ši je skupaj s svojo sestro in ženo Nüvo okoli leta 2000 pr. n. št. za človeštvo iznašel glasbo, lov, ribolov, udomačevanje živali kuhanje in pisavo cangdži. Šteje se za prvega mitskega cesarja Kitajske, "božansko bitje s kačjim telesom", in enega od treh vladarjev in petih cesarjev. 
Na nekaterih upodobitvah je prikazan kot človeka s kačjimi značilnostmi, človek z listjem ovito glavo ali človek, oblečen v živalske kože.
Znan je tudi kot Bao Ši (包牺) in Mi Ši (宓羲).

## Izvor
V kitajski mitologiji je bi bil Pangu bog, ki je ustvaril svet. Bil je velikan, speč v jajcu kaosa. Ko se je prebudil, je vstal in razdelil nebo in zemljo. Pangu je nato umrl, ko je vstal od mrtvih pa se je njegovo telo spremenilo v reke, gore, rastline, živali in vse ostalo na svetu, med drugim tudi v mogočno bitje, znano kot Huašu (華胥). Huašu je rodila brata in sestro dvojčka, Fu Šija in Nüvo. Brat in sestra naj bi bila bitji s človeškim obrazom in kačjim telesom.
V nekaterih  mitih je za stvarnika veljal Fu Ši, ki je ustvaril vse sam brez Nüvine pomoči.
Fu Ši je bil znan kot  "prvobitni bog", rojen v spodnjem srednjem toku Rumene reke v kraju, imenovanem Čengdži (成紀, verjetno sodobni Lantjan v provinci Šaanši ali Tjanšuj v provinci Gansu)
Možna zgodovinska razlaga mita je, da je bila Fu Šijeva mati Huašu voditeljica v matriarhalni družbi pred letom 2600 pr. n. št., medtem ko sta bila Fu Ši in Nüva voditelja v zgodnji patriarhalni družbi po tem letu. Med obema obdobjema so Kitajci začeli prakticirati poročne obrede.
Božanstvo Tajhao (太皞, "Veliki svetli mož") se neodvisno od Fu Šija nejasno pojavlja v virih pred dinastijo Han. Kasneje se Fu Ši  enači s Tajhaom, pri čemer je slednje njegovo vljudnostno ali uradno ime.

## Legenda o stvaritvi
Po Klasiki gora in morja (Šan Haj Džing) sta bila Fu Ši in  Nüva prva človeka in živela na mitološki gori Kunlun (današnji Huašan). Nekega dne sta  prižgala dva ločena ognja, ki sta sčasoma postala en ogenj. Pred ognjem sta se odločila, da bosta postala mož in žena. Fu Ši in Nüva sta iz gline izdelala potomce in jih z božansko močjo oživela. Glinene figure so postale najzgodnejša človeška bitja. Kitajci so Fu Šija in Nüvo običajno priznavali kot dva od treh vladarjev v zgodnji kitajski patriarhalni družbi okoli 2600 pr. n. št.

## Smrt
Fu Ši naj bi živel 197 let in umrl v kraju Čen (današnji Huajjang v Henanu). V mestu ima spomenik, ki je velika turistična zanimivost.
- Ma Lin, dinastija Song: Sedeči Fu Ši
- Cesar Fu Ši v tradicionalnem oblačilu, 19. stoletje
- Gan Bodzong, dinastija Tang: Fu Ši, lesorez

- Guo Šu, dinastija Ming: Fu Ši
- Čju JIng, dinastija Ming: Fu Ši v knjigi Pravovernost vladanja skozi stoletja